# Evert Dolman

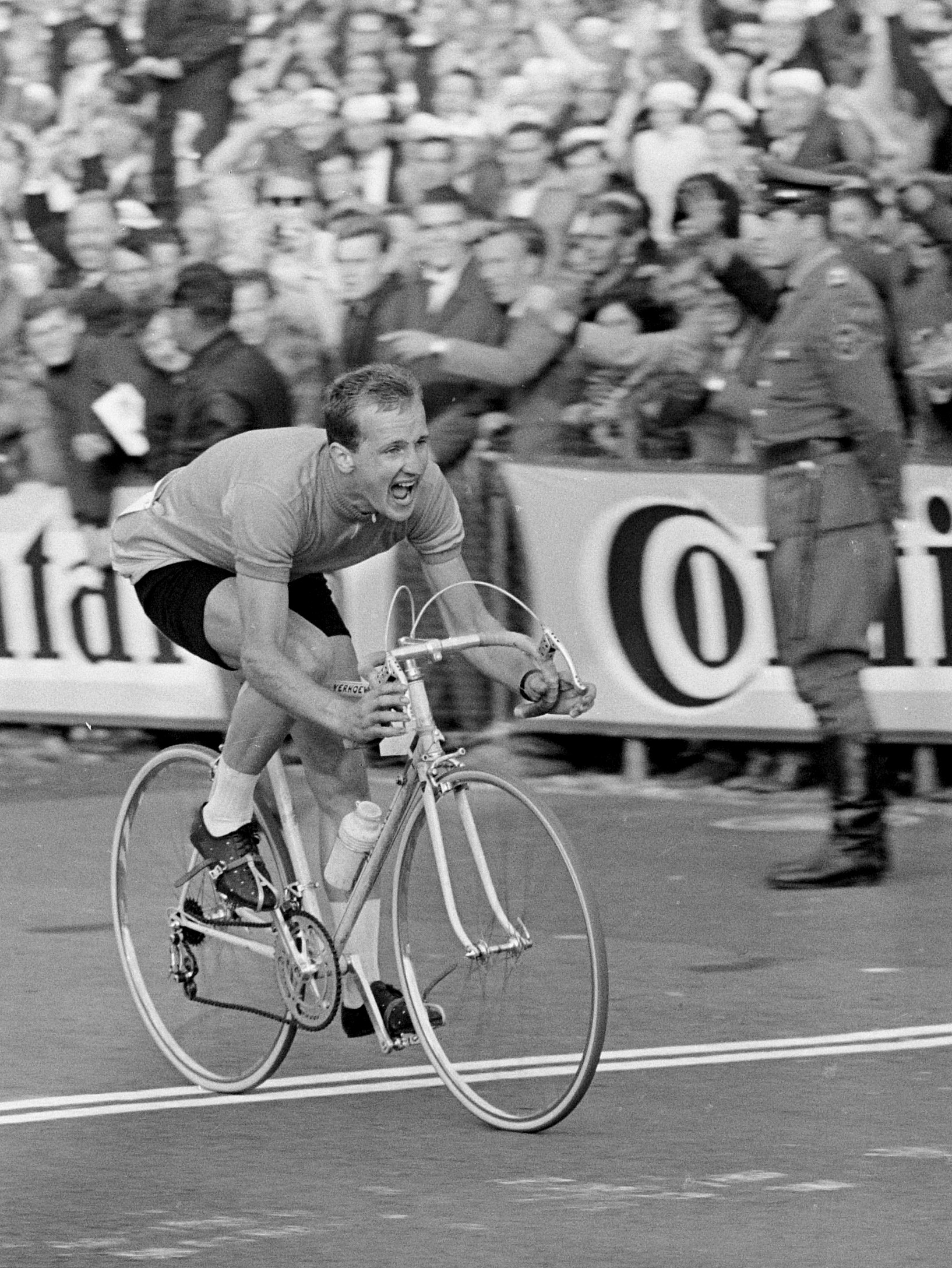
Evert Dolman fährt beim WM-Rennen 1966 auf dem Nürburgring als Erster über die Ziellinie

Evert „Eef“ Gerardus Dolman  (* 22. Februar 1946 in Rotterdam; † 12. Mai 1993 in Dordrecht) war ein niederländischer Radrennfahrer, Olympiasieger und Weltmeister im Radsport.

## Sportlicher Werdegang
Bei den Olympischen Sommerspielen 1964 in Tokio errang Evert Dolman im Alter von 18 Jahren die Goldmedaille im Mannschaftszeitfahren mit dem niederländischen Team (Gerben Karstens, Jan Pieterse und Bart Zoet). Bei den Straßen-Weltmeisterschaften 1966 auf dem Nürburgring wurde Evert Dolman Weltmeister der Amateure.
1964 wurde Dolman, genannt „Eef“, niederländischer Straßenmeister bei den Amateuren, 1968 bei den Profis. 1965 gewann er die Ronde van Noord-Holland und die Limburg-Rundfahrt, 1967 eine Etappe der Vuelta a España, 1971 (als dritter Niederländer) die Flandern-Rundfahrt – diesen Sieg empfand er fünf Jahre nach seinem WM-Sieg als einen seinen größten Triumphe. Viermal nahm er an der Tour de France teil, seine beste Platzierung in der Gesamtwertung war Rang 32 im Jahr 1970.
1967 gewann Evert Dolman die niederländische Straßenmeisterschaft, wurde jedoch im Zuge von ersten Dopingtests wegen Dopings disqualifiziert. In der Folge wurde er in den Zeitungen so stark kritisiert, dass er beschloss, nie wieder zu dopen. Im Jahr darauf ging er „mit Wut im Bauch“ bei den Straßen-Weltmeisterschaften auf dem Nürburgring an den Start und gewann. Seine Konkurrenten sagten, niemals sei er besser gefahren.
1973 beendete Evert Dolman wegen chronischer Schmerzen seine Radsport-Karriere. Er starb im Alter von 47 Jahren an der Pick-Krankheit.

## Erfolge
1964
- Olympiasieger – Mannschaftszeitfahren (mit Bart Zoet, Gerben Karstens und Jan Pieterse)
- zwei Etappen Österreich-Rundfahrt

1965
- Ronde van Noord-Holland
- Limburg-Rundfahrt

1966
- Amateur-Weltmeister – Straßenrennen

1967
- eine Etappe Vuelta a España

1968
- Niederländischer Meister – Straßenrennen

1969
- eine Etappe Luxemburg-Rundfahrt

1970
- eine Etappe Andalusien-Rundfahrt

1971
- Flandern-Rundfahrt

## Grand-Tour-Platzierungen
| Grand Tour            | 1967 | 1968 | 1969 | 1970 | 1971 | 1972 |
| --------------------- | ---- | ---- | ---- | ---- | ---- | ---- |
| Vuelta a EspañaVuelta | 54   | –    | 30   | DNF  | 36   | –    |
| Giro d’ItaliaGiro     | –    | –    | –    | –    | –    | –    |
| Tour de FranceTour    | –    | 56   | 49   | 32   | –    | 83   |